# 芬普尼鸡蛋污染事件
芬普尼鸡蛋污染事件可以指2017年發生在欧洲（比利時、荷蘭、德國、法國、瑞典、英國、奧地利、愛爾蘭、義大利、盧森堡、波蘭、羅馬尼亞、斯洛伐克、斯洛維尼亞、丹麥、匈牙利與瑞士）、香港、臺灣、韓國等地的多宗食品安全事件，皆因鸡蛋和蛋制品受杀虫剂成分芬普尼污染而引起。全世界目前有40國的雞蛋遭殺蟲劑芬普尼污染，歐洲聯盟28個成員國中，有24國的雞蛋受到芬普尼汙染。

## 各地事件

### 歐洲

#### 安全问题

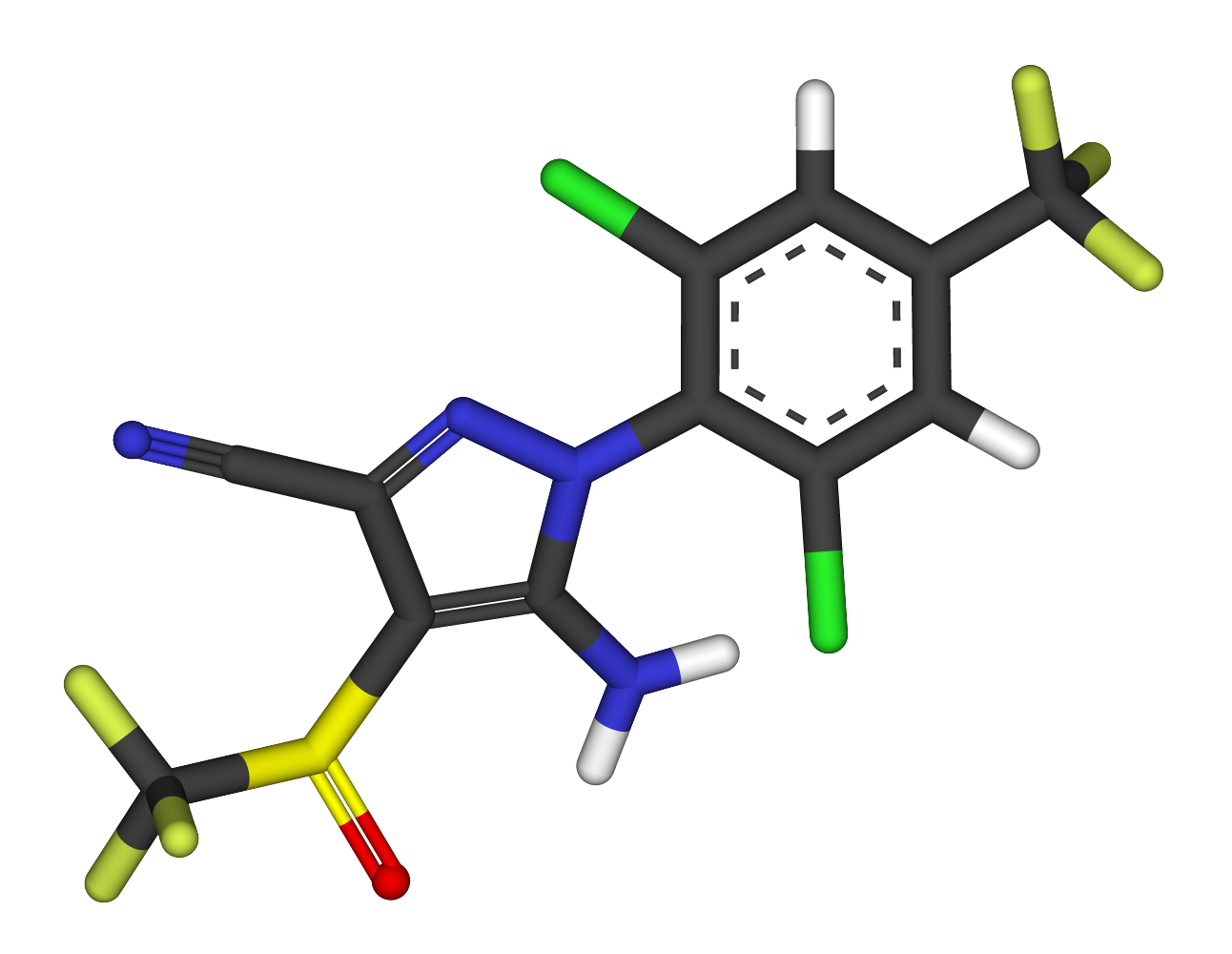
芬普尼的分子公式为C_{12}H_{4}Cl_{2}F_{6}N_{4}OS，是一种农药。一些研究实验证实芬普尼会危害动物和生态环境，同时它是一种致癌物质。

本次事件在鸡蛋中检测出了芬普尼，包括15个欧盟成员国，瑞士以及香港都有销售这些鸡蛋。据估计，仅在英国国内便有约700,000只问题鸡蛋摆上货架。在检出高浓度芬普尼之前，这些污染鸡蛋可能已经在市场上销售很久。

#### 最初反应
2016年11月，有匿名人士向荷兰当局反映家禽养殖场中使用芬普尼一事，但荷兰当局没有通报调查结果。2017年6月初，比利时食品安全局发现从荷兰进口的受芬普尼污染的鸡蛋，但没有及时通报。在荷兰食品和产品安全委员会发现更高浓度的芬普尼污染后，2017年7月至8月，数以百万计的鸡蛋被下令禁止销售，或是从荷兰、比利时、德国、法国等地市场下架，约有180家荷兰养殖场暂时关場。2017年8月上旬，奥乐齐超市宣布在其德国分店中下架所有鸡蛋，以此作为预防对策。

#### 官方调查
因为在欧洲，生产供人食用的食品时使用芬普尼是违法行为，当局已对此事展开刑事调查。
早期调查查出了两家嫌疑公司，一家是名为ChickFriend的荷兰杀虫服务提供商，涉嫌其在知情的情况下使用掺有芬普尼的DEGA-16，并向百余鸡农出售；另一家是比利时的Poultry Vision，该公司遭指控将掺有芬普尼的DEGA-16售予ChickFriend。DEGA-16是一种清洁和消毒用天然产品，獲准用于清洁鸡舍。8月10日，荷兰执法部门在当天进行的大规模行动中逮捕了ChickFriend的荷兰老板。根据比利时警方的最初调查结果，当局发现了6立方米的芬普尼，这些芬普尼是Poultry Vision向罗马尼亚的化学品制造公司进口的。
由于荷兰当局可能之前对事件有所掩盖，荷兰安全委员会已于8月8日宣布开始进行官方调查。
香港食物安全中心从市面上抽验不同批次的两个荷兰进口鸡蛋样本检测，发现杀虫剂氟虫腈含量超标。中心表示已在入口层面扣检荷兰、德国及比利时进口的鸡蛋，待化验结果出来并达标才予以放行及供市场出售，而早前的抽样，除了荷兰的，暂无不合格样本。
欧盟对此次事件未及时回应，而是决定等暑假结束，于2017年9月召开欧盟相关会议讨论应对措施。

#### 已知的芬普尼浓度
根据2005年2月23日的欧洲议会和理事会第(EC) 396/2005号条例，在欧盟范围内，鸡蛋中芬普尼的最大残留限量（MRL）为0.005 mg/kg的检出限。芬普尼是世卫组织II类中度有害杀虫剂，大鼠急性口服半数致死量为97 mg/kg。
事件发生前，欧盟食品安全局早已规定，禁止在食用动物养殖过程中使用杀虫剂芬普尼（氟虫腈）。
据荷兰食品和产品安全委员会（NVWA），对荷兰一家养鸡场生产的一批鸡蛋测试的结果显示，这批鸡蛋中芬普尼含量已超出0.72 mg/kg的阈值。若鸡蛋包含超出此阈值的芬普尼，则可能对人体健康产生负面影响。
事件发生后，德国联邦风险评估机构表示，目前鸡蛋中检测出的芬普尼含量较低，对成年人不构成威胁，但是可能危害儿童健康。2017年8月11日法国国家卫生安全署公布的综合评估结果也称，这些“毒鸡蛋”对人类健康的威胁“非常低”。
在此前欧盟有关杀虫剂的规定中，可在某些方面合法使用芬普尼的期限到2017年9月30日，若继续使用需进一步批准。

#### 消费者反应
事件引发欧盟消费者对政府的不满。例如西班牙拥有20万成员的“消费者在行动”组织认为政府应就此次危机向消费者作出详细解释，并公布此次危机的程度和范围。该组织发言人鲁本·桑切斯在接受新华社记者电话采访时表示，此次事件暴露出企业违法及政府办事效率低的问题。欧盟应严厉惩罚违法企业，以制止类似事件再度发生，有关国家的政府在此次危机的处理中采取了不透明做法，严重失职，欧盟应调查并惩处。

### 臺灣
農委會防檢局於8月7日啟動禽場端芬普尼檢驗，在8月11日先完成5件檢驗，均未驗出芬普尼，然而在後續持續抽驗中，截至8月20日共完成45件檢驗，發現彰化地區的文政牧場、國賀牧場及連成牧場驗出芬普尼殘留量皆超出標準。彰化縣政府農業處已對此三個牧場的雞隻進行移動管制，雞蛋全數銷毀，並追查藥劑來源，對於已上市販售之雞蛋，透過衛福部食藥署勒令全數下架，並且跨部會啟動對目前市場上的雞蛋採樣檢驗。截至8月30日止，農政及衛生單位累計出動超過632人次，稽查1,459場蛋雞場及646家下游通路販售業者；蛋雞場及下游通路總計回收封存94,336公斤(約1,574,640顆蛋)，其中蛋雞場封存35,131公斤(約585,510顆蛋)，下游通路封存退回59,205公斤(約989,130顆蛋)，後續由農政單位執行遭封存之雞蛋製作堆肥銷毀作業。
另外食藥署也於8月16日同步啟動北中南三區通路之雞蛋芬普尼抽驗專案，共計抽驗10件。於8月18日已完成檢驗，10件雞蛋之檢驗結果皆未檢出芬普尼。依據「動物產品中農藥殘留容許量標準」規定，雞蛋中不得檢出芬普尼。
防檢局為降低芬普尼農藥使用風險，於106年9月6日公告4.95%芬普尼水懸劑為禁用農藥，禁止該劑型芬普尼之輸入、加工製造、販售及使用，希望藉由強化該藥劑之管理，減少該農藥被違法流用的情形，以確保農畜產品食用安全，同時避免有益昆蟲遭受毒害
2017年11月27蔡英文民進黨政府執政的衛福部食藥署與農委會會議，決議雞蛋芬普尼殘留標準從目前5ppb（10億分之1濃度，此為儀器極限值）放寬至10ppb。

### 韩国
2017年8月14日，農林畜產食品部表示，在对韩国国内环保型产蛋母鸡农场进行的残留农药检测中，在京畿道南楊州市的养鸡场内检测出杀虫剂芬普尼成分, 每千克鸡蛋中含量0.0363毫克。自2017年8月15日0时起，根据韩国政府的命令，全韩国全面中断所有产蛋母鸡农场的供货共1456处，包含E-mart、Homeplus、乐天玛特，韩国政府开始全面检查这些农场的鸡蛋。韩国的此次芬普尼鸡蛋污染事件和起源于荷兰的上述事件没有联系。

## 外部連結
- 行政院農業委員會 雞蛋驗出芬普尼事件
- 彰化順弘牧場驗出芬普尼蛋 4.6萬台斤流入雙北 （页面存档备份，存于）